# 山岸十和子
山岸 十和子（やまぎし とわこ、1972年10月16日 - ）は、日本の元AV女優。
東京都出身。身長:157 cm。スリーサイズ:B92(G)・W63・H89cm。血液型:O型。趣味:ダンス。特技:SM。

## 出演作品

### アダルトビデオ
2010年
- 初撮り人妻ドキュメント 山岸十和子（2010年3月4日、センタービレッジ）
- おばさんの尻と僕 違うのよ！ そこは後ろの穴なのよ！  山岸十和子（2010年3月25日、センタービレッジ）
- 母の告白 山岸十和子（2010年6月19日、MARIA）
- 三十路妻中出しドキュメント 山岸十和子（2010年7月28日、小林産業）

2011年
- 魅惑美乳姉妹 山岸十和子、山見ゆな (2011年3月20日、NEXT GROUP)
- 熟女温泉中出し羞恥旅 〜第10章〜 山岸十和子 (2011年4月5日、ジャネス)

| スタブアイコン | サブスタブ | この項目は、まだ閲覧者の調べものの参照としては役立たない、性風俗関係者に関連した書きかけの項目です。この項目を加筆・訂正などしてくださる協力者を求めています（P:性/PJ:性）。 |